# Goca Tržan
Goca Tržan (Servisch: Гоца Тржан) geboren als: Gordana Tržan (Servisch: Гордана Тржан) (Belgrado, 8 juni 1974) is een Servische zangeres. Ze zingt in het Servisch en heeft een diepe, warme stem, die vooral in het lage register goed tot zijn recht komt. 

## Fan
In 2001 werd Tržan beroemd toen een fan, zonder dat ze dit wist, alle tickets van het openingsconcert van haar tour opkocht. Toen ze opkwam, was de zaal leeg — op deze ene fan na. Haar manager liet haar toch zingen, en na afloop gaf de fan haar 101 rode rozen, een ring met een diamant, en een enkeltje Genève. En natuurlijk deed hij haar een huwelijksaanzoek. Ze heeft dit aanzoek echter niet geaccepteerd.

## Privé
Op 27 januari 2007, trouwt Tržan met Ivan Marinković. Na haar huwelijk neemt ze de naam Marinković over, maar gebruikt haar meisjesnaam voor haar muzikale carrière. Later dat jaar krijgt ze een dochter.

## Discografie
- U niskom letu (1999)
- Želim da se promenim (2001)
- Peta strana sveta (2002)
- Otrov u čaj (2004)
- Plavi ram (2008)
- Mastilo (2009)